# Гусов Юрій Солтанбекович
Юрій Солтанбекович Гусов (18 березня 1940 — 8 березня 2002) — радянський спортсмен-борець вільного стилю напівлегкої ваги, Чемпіон світу (1971) і Європи (1969), 2-разовий чемпіон СРСР (1967-68). Заслужений майстер спорту СРСР (1971), Заслужений тренер СРСР (1980).

## Життєпис
Народився 18 березня 1940 року у м. Орджонікідзе (що нині знову має назву Владикавказ). З 15 років займався вільною Боротьбою. Перший тренер — Кермен Суменов.
Випускник Київського державного інституту фізичної культури у 1967 році, після чого став тренуватися під керівництвом видатного борця і тренера, заслуженого майстра спорту і заслуженого тренера СРСР Арама Ялтиряна
Спортивні досягнення:
- Учасник XX Олімпійських ігор (Мюнхен 1972).
- Чемпіон світу (1971 — до 74 кг).
- Чемпіон Європи (1969 — до 74 кг). Срібний призер чемпіонату Європи (1968).
- Чемпіон СРСР (1967, 1968 — до 70 кг).
- Переможець Спартакіади Дружніх армій (Будапешт, 1963)

У збірній команді СРСР з 1963 по 1973 рік. Виступав за Збройні сили (1962—1973).
З 1973 року завершив спортивну кар'єру.
Довгі роки працював старшим тренером в ЦСКА. Був тренером збірної команди СРСР.
Помер 8 березня 2002 року у Владикавказі.